# 카니발 (2013년 영화)
《카니발》(스페인어: Caníbal)은 2013년 공개된 스릴러 영화이다.

## 출연

### 주연
- 안토니오 데 라 토르레
- 올림피아 멜린테

### 조연
- 마리아 알폰사 로소
- 마놀로 솔로
- 델핀 템펠스
- 그레고리 브로사드
- 세드릭 세스터
- 요란더 세라노
- 프란시스코 콘데
- 호아킨 누녜즈

## 기타
- 공동제작: 튜도르 기유르규
- 음향: 펠라요 구티에레즈
- 시각효과: 쿠로 무노즈
- 분장팀: 파코 로드리게즈
- 의상: 페드로 모레노
- 배역: 에바 레이라
- 배역: 요란더 세라노
- 프로덕션매니저: 에바 타보아다